# André Zambo Anguissa
André-Frank Zambo Anguissa (Yaoundé, 1995. november 16. –) kameruni válogatott labdarúgó, a Napoli játékosa.

## Pályafutása

### Klubcsapatban
2015-ben csatlakozott a Stade de Reims csapatától az Olympique Marseille együtteséhez. 2015. szeptember 17-én mutatkozott be az Európa-ligában az FC Groningen elleni mérkőzésen gólpasszt adott a 39. percben Lucas Ocamposnak. Három nappal később a bajnokságban a Lyon ellen debütált, a 70. percben váltotta Abdelaziz Barradat az 1–1-re végződő rangadón. 2017. június 29-én meghosszabbította szerződését 2021-ig. 2018. augusztus 9-én az Olympique Marseille csapatából a Fulham FC csapatába igazolt. 2019. július 26-án a Villarrealhoz került egy év kölcsönbe szezon végi opcióval. 2021 augusztusában kölcsönbe került a Napoli csapatához. 2022 nyarán végleg szerződtették.

### A válogatottban
2017. március 24-én mutatkozott be a kameruni labdarúgó-válogatottban a tunéziai labdarúgó-válogatott elleni barátságos mérkőzésen. Részt vett a 2017-es konföderációs kupán Oroszországban.

## Statisztika

### Klub
2019. július 27-i állapotnak megfelelően.
| Klub             | Szezon           | Bajnokság | Bajnokság | Kupa  | Kupa | Ligakupa | Ligakupa | Nemzetközi | Nemzetközi | Egyéb | Egyéb | Összesen | Összesen |
| Klub             | Szezon           | Meccs     | Gól       | Meccs | Gól  | Meccs    | Gól      | Meccs      | Gól        | Meccs | Gól   | Meccs    | Gól      |
| ---------------- | ---------------- | --------- | --------- | ----- | ---- | -------- | -------- | ---------- | ---------- | ----- | ----- | -------- | -------- |
| Stade de Reims   | 2014–15          | 0         | 0         | 0     | 0    | 0        | 0        | —          | —          | —     | —     | 0        | 0        |
| Marseille        | 2015–16          | 9         | 0         | 1     | 0    | 2        | 0        | 1          | 0          | —     | —     | 12       | 0        |
| Marseille        | 2016–17          | 33        | 0         | 3     | 0    | 1        | 0        | —          | —          | —     | —     | 37       | 0        |
| Marseille        | 2017–18          | 37        | 0         | 2     | 0    | 1        | 0        | 14         | 0          | —     | —     | 54       | 0        |
| Fulham FC        | 2018 –19         | 17        | 0         | 0     | 0    | 3        | 0        | —          | —          | —     | —     | 20       | 0        |
| Villarreal CF    | 2019–20          | —         | —         | —     | —    | —        | —        | —          | —          | —     | —     | —        | —        |
| Karrier összesen | Karrier összesen | 96        | 0         | 7     | 0    | 7        | 0        | 15         | 0          | 0     | 0     | 125      | 0        |

### Válogatott
2018. november 21-i állapotnak megfelelően.
| Válogatott | Szezon   | Mérkőzés | Gól |
| ---------- | -------- | -------- | --- |
| Kamerun    | 2017     | 11       | 2   |
| Kamerun    | 2018     | 4        | 0   |
| Összesen   | Összesen | 15       | 2   |

### Válogatott góljai
2017. november 17-i állapotnak megfelelően.
| #  | Időpont            | Helyszín                                          | Ellenfél   | Gólok | Eredmény | Kiírás                                     |
| -- | ------------------ | ------------------------------------------------- | ---------- | ----- | -------- | ------------------------------------------ |
| 1. | 2017. június 22.   | Kresztovszkij Stadion, Szentpétervár, Oroszország | Ausztrália | 1–0   | 1–1      | 2017-es konföderációs kupa                 |
| 2. | 2017. november 11. | Levy Mwanawasa Stadion, Ndola, Zambia             | Zambia     | 1–1   | 2–2      | 2018-as labdarúgó-világbajnokság-selejtező |